# Entalpia de formació estàndard
L'entalpia estàndard de formació o "la calor estàndard de formació" d'un compost és el canvi d'entalpia que acompanya la formació d'1 mol d'una substància al seu estat estàndard des dels seus elements components en els seus estats estàndards (la forma més estable de l'element a 1 bar de pressió i a una temperatura especificada, normalment 298,15 K o 25 °C). El seu símbol és ΔHfO
Un tipus similar de canvi d'entalpia, conegut com el canvi d'entalpia estàndard d'hidrogenació es defineix com l'entalpia el canvi observava quan reacciona 1 mol d'un compost insaturat amb un excés d'hidrogen per esdevenir completament saturat, amb tots els elements de la reacció que es troben dins dels seus estats estàndards.
Per exemple, l'entalpia estàndard de formació de diòxid de carboni seria l'entalpia de la reacció següent sota les condicions a dalt:
C(s,grafit) + O₂(g) → CO₂(g)
El canvi d'entalpia estàndard de formació es mesura en unitats d'energia per quantitat de substància. La majoria es defineixen en kilojoules per mol, o kJ mol-1, però també pot ser mesurada en calories per mol, joules per mol o kilocalories per gram (qualsevol combinació d'aquestes unitats que s'ajusten a l'energia per massa o directriu de quantitat). En física l'energia per partícula s'expressa sovint en electró volts que correspon a aproximadament 100 kJ mol-1.
Tots els elements en els seus estats estàndards (oxigen gasós, carboni sòlid en forma de grafit, etc.) tenen una entalpia estàndard de formació de zero, perquè no hi ha cap canvi implicat en la seva formació.
El canvi d'entalpia estàndard de formació s'utilitza en la termoquímica per trobar el canvi d'entalpia estàndard de reacció. Això es fa restant la suma de les entalpies estàndards de formació dels reactants de la suma de les entalpies estàndards de formació dels productes, tal com es mostra en l'equació de sota.
ΔHreaccióO = ΣΔHfO (Productes) - ΣΔHfO (Reactants)
L'entalpia estàndard de formació és equivalent a la suma de molts processos separats inclosos en el cicle Born-Haber de reaccions de síntesi. Per exemple, per calcular l'entalpia estàndard de formació de clorur de sodi, utilitzem la reacció següent:
Na(s) + (1/2)Cl2(g) → NaCl(s)
Aquest procés consta de molts subprocessos separats, cada un amb les seves pròpies entalpies. Per això, hem de tenir en compte:
Canvi d'entalpia estàndard de diagrama Born-Haber de formació per a fluorur de liti.
1. L'entalpia estàndard d'atomització del sodi sòlid
2. La primera energia d'ionització del sodi gasós
3. L'entalpia estàndard d'atomització de gas de clor
4. L'afinitat electrònica d'àtoms del clor
5. L'entalpia de cristal·lització del clorur de sodi

La suma de tots aquests valors donarà l'entalpia estàndard de formació de clorur de sodi.
Addicionalment, aplicant la llei d'Hess mostra que la suma de les reaccions individuals que corresponen al canvi d'entalpia de formació per a cada substància a la reacció és igual al canvi d'entalpia de la reacció global, sense tenir en compte el nombre de passos o intermedi reaccions implicades. En l'exemple damunt el canvi d'entalpia estàndard de formació per sodi el clorur és igual a la suma del canvi d'entalpia estàndard de formació per cada un dels passos implicats en el procés. Això és especialment útil per a reaccions molt llargues amb molts passos intermedis i composts. Els químics poden utilitzar entalpies estàndards de formació per a una reacció que és hipotètica o molt difícil de poder mesurar experimentalment de manera directa. Per exemple el carboni i hidrogen no reaccionen directament per formar metà, tot i així s'ha determinat que l'entalpia estàndard de formació per al metà és de -74.8 kJ mol-1 utilitzant unes altres entalpies estàndards de reacció conegudes amb la llei d'Hess. Que sigui negativa implica que la reacció, si es produís, seria exotèrmica; és a dir, és entalpicament més estable que el gas d'hidrogen i el carboni.
És possible pronosticar calor de formacions per a composts orgànics simples no ramificats mitjançant un mètode d'additivitat de la calor de formació de grups.

## Exemples: Compostos inorgànics (a 25 °C)
| Compost químic              | Fase (materia) | Fórmula química | Δ Hf0 in kJ/mol |
| Amoniac (Hidròxid d'amoni)  | aq             | NH₃ (NH₄OH)     | -80,8           |
| Amoniac                     | g              | NH₃             | -46,1           |
| Sulfat de Cobre (II)        | aq             | CuSO₄           | -769,98         |
| Carbonat de sodi            | s              | Na₂CO₃          | -1131           |
| Clorur de sodi (table salt) | aq             | NaCl            | -407            |
| Clorur de sodi (table salt) | s              | NaCl            | -411,12         |
| Clorur de sodi (table salt) | l              | NaCl            | -385,92         |
| Clorur de sodi (table salt) | g              | NaCl            | -181,42         |
| Hidròxid de sodi            | aq             | NaOH            | -469,6          |
| Hidròxid de sodi            | s              | NaOH            | -426.7          |
| Nitrat de sodi              | aq             | NaNO₃           | -446,2          |
| Nitrat de sodi              | s              | NaNO₃           | -424,8          |
| Diòxid de sofre             | g              | SO₂             | -297            |
| Àcid sulfúric               | l              | H₂SO₄           | -814            |
| Silice                      | s              | SiO₂            | -911            |
| Diòxid de nitrogen          | g              | NO₂             | +33             |
| Monòxid de nitrogen         | g              | NO              | +90             |
| Aigua                       | l              | H₂O             | -285,8          |
| Aigua                       | g              | H₂O             | -241,8          |
| Diòxid de carboni           | g              | CO₂             | -393,5          |
| Hidrogen                    | g              | H₂              | 0               |
| Fluor                       | g              | F₂              | 0               |
| Clor                        | g              | Cl₂             | 0               |
| Brom                        | l              | Br₂             | 0               |
| Brom                        | g              | Br₂             | +31             |
| Iode                        | s              | I₂              | 0               |
| Iode                        | g              | I₂              | +62             |
| Sulfat de Zinc              | aq             | ZnSO₄           | -980,14         |

(Estat: g = gasos; l = líquid; s = sòlid; aq = aquos)